# رباط گرد زهدان
رباط گِرد زهدان (انگلیسی: Round ligament of uterus) از چین‌های جانبی رباط پهن زهدان شروع می‌شود و در روی حلقه کشاله رانی با بخش جداری شکم‌شامه (صفاق) ترکیب می‌شود.